# 1668 год в литературе

## События
- Состоялась первая постановка пьесы Мольера «Скупой».
- Состоялась первая постановка комедии Мольера «Жорж Данден, или Одураченный муж»
- Состоялась первая постановка пьесы Мольера «Амфитрион».
- Вышло 4-е издание трактата о рыбной ловле «The Compleat Angler» («Искусный рыболов») Исаака Уолтона.
- Поль Пелиссо становится историографом короля Франции Людовика XIV.

## Книги и пьесы
- Ян Амос Коменский создал сочинение «Единственно необходимое».
- Вышло крупнейшее прозаическое произведение Джона Драйдена «О драматической поэзии».
- Опубликован труд Хуана Карамуэля «Pandoxium physico-Ethicum, cius tomi sunt tres: Primusque Logicam, secundus Philosophiam, et tertius Theologiam realiter et moraliter dilucidat».
- Опубликован трактат «Traité de l’eucharistie contenant une réponse au livre du P. Nouet» Жана Клода.
- Сочинение Жана Мабильона «Acta Sanctorum ordinis S. Benedicti, in saeculorum classes distributa»
- Сочинение Доминика Буура «Recueil de diverses pieces sur les questions du temps»
- Опубликован трактат «Кометография» Яна Гевелия.
- Вышел труд Джона Уилкинса «Опыт о подлинной символике и философском языке»
- Увидел свет роман Ганса Якоба Кристоффеля фон Гриммельсгаузена «Похождения Симплициссимуса».
- Появились первые шесть книг басен Лафонтена, под заглавием: «Басни Эзопа, переложенные на стихи г-ном де Лафонтеном» (Fables d’Esope, mises en vers par M. de La Fontaine).
- Мольер создал пьесу «Скупой».
- Мольер создал пьесу «Амфитрион».
- Комедия Мольера «Жорж Данден, или Одураченный муж».
- Написана комедия в прозе «Сердитые возлюбленные» («The Sullen Lovers, or the Impertinents») Томаса Шедвелла.
- Пьеса Жана Расина «Челобитчики» («Сутяги»).

## Родились
- 22 января — Якоб Фридрих Рейманн, первый историк литературы в Германии (ум. 1743).
- 17 марта — Иоганн Гюбнер, немецкий учёный, автор учебников и трудов в области генеалогии, географии, истории, поэтики и протестантского религиозного образования в начале Эпохи Просвещения (ум. 1731).
- 23 апреля — Ежи Дембский, польский иезуит, духовный писатель (ум. 1733).
- 8 мая — Ален-Рене Лесаж, французский сатирик и романист, автор плутовского романа «Жиль Блас» (ум. 1747).
- 23 июня — Джамбаттиста Вико, итальянский философ, основоположник философии истории. Автор известной «Новой науки» (ум. 1744).
- сентябрь — Джозеф Бингем, английский историк церкви, автор трудов по церковной археологии и церковному праву (ум. 1723).
- 11 ноября — Иоганн Альберт Фабрициус, немецкий филолог, поэт, библиограф (ум. 1736).
- 11 декабря — Апостоло Дзено, итальянский поэт и либреттист (ум. 1750).
- Вали Аурангабади, индийский поэт (ум. около 1744).
- Шарль Эгрефейль, французский историк, писатель (ум. 1743).

## Скончались
- 4 января — Мельхиор Станислав Савицкий, польский учёный и поэт.
- 23 февраля — Оуэн Фелтем, английский писатель, эссеист, поэт (род. 1602).
- 7 апреля — Уильям Давенант, английский писатель, поэт, драматург (род. 1606).
- 9 августа — Яков Бальде, немецкий новолатинский поэт (род. 1604).
- 14 августа — Арсений (Суханов), русский духовный писатель и книжник (род. 1600).
- 22 октября — Михаил Леон Обухович, писатель-мемуарист Великого княжества Литовского.
- 17 ноября — Джозеф Аллейн, английский духовный писатель (род. 1634).
- Герман Бузенбаум, немецкий теолог-иезуит, автор духовных трудов (род. 1600).
- Стивен Дей, первый книгопечатник в Северной Америке (род. ок. 1594).
- Тайгиб из Харахи, один из основоположников аджамской письменности и письменной литературы (род. 1563).